# Eterna Primavera
Eterna Primavera är en ort i Mexiko.   Den ligger i kommunen Temixco och delstaten Morelos, i den sydöstra delen av landet, 70 km söder om huvudstaden Mexico City. Eterna Primavera ligger 1 310 meter över havet och antalet invånare är 510.
Terrängen runt Eterna Primavera är kuperad västerut, men österut är den platt. Runt Eterna Primavera är det ganska tätbefolkat, med 120 invånare per kvadratkilometer. Närmaste större samhälle är Cuernavaca, 9,5 km norr om Eterna Primavera. I omgivningarna runt Eterna Primavera växer huvudsakligen savannskog.